# Bactrocera speewahensis
Bactrocera speewahensis
 es una especie de insecto díptero que Michael Francis Fay y Albany Hancock describieron científicamente por primera vez en 2006. Esta especie pertenece al género Bactrocera de la familia Tephritidae. 